# Grand Prix Turecka 2011
Grand Prix Turecka 2011 (VII Turkish Grand Prix), 4. závod 62. ročníku mistrovství světa jezdců Formule 1 a 53. ročníku poháru konstruktérů, historicky již 844. grand prix, se již tradičně odehrála na okruhu v Istanbulu.

## Výsledky

### Kvalifikace
| Pořadí              | Číslo | Jezdec             | Tým                  | 1. část  | 2. část  | 3. část  | Start |
| ------------------- | ----- | ------------------ | -------------------- | -------- | -------- | -------- | ----- |
| 1                   | 1     | Sebastian Vettel   | Red Bull-Renault     | 1:27.039 | 1:25.610 | 1:25.049 | 1     |
| 2                   | 2     | Mark Webber        | Red Bull-Renault     | 1:27.090 | 1:26.075 | 1:25.454 | 2     |
| 3                   | 8     | Nico Rosberg       | Mercedes             | 1:27.514 | 1:25.801 | 1:25.574 | 3     |
| 4                   | 3     | Lewis Hamilton     | McLaren-Mercedes     | 1:27.091 | 1:26.066 | 1:25.595 | 4     |
| 5                   | 5     | Fernando Alonso    | Ferrari              | 1:27.349 | 1:26.152 | 1:25.851 | 5     |
| 6                   | 4     | Jenson Button      | McLaren-Mercedes     | 1:27.374 | 1:26.485 | 1:25.982 | 6     |
| 7                   | 10    | Vitalij Petrov     | Renault              | 1:27.475 | 1:26.654 | 1:26.296 | 7     |
| 8                   | 7     | Michael Schumacher | Mercedes             | 1:27.697 | 1:26.121 | 1:26.646 | 8     |
| 9                   | 9     | Nick Heidfeld      | Renault              | 1:27.901 | 1:26.740 | 1:26.659 | 9     |
| 10                  | 6     | Felipe Massa       | Ferrari              | 1:27.013 | 1:26.395 | bez času | 10    |
| 11                  | 11    | Rubens Barrichello | Williams-Cosworth    | 1:28.246 | 1:26.764 |          | 11    |
| 12                  | 14    | Adrian Sutil       | Force India-Mercedes | 1:27.392 | 1:27.027 |          | 12    |
| 13                  | 15    | Paul di Resta      | Force India-Mercedes | 1:27.625 | 1:27.145 |          | 13    |
| 14                  | 12    | Pastor Maldonado   | Williams-Cosworth    | 1:27.396 | 1:27.236 |          | 14    |
| 15                  | 17    | Sergio Pérez       | Sauber-Ferrari       | 1:27.778 | 1:27.244 |          | 15    |
| 16                  | 18    | Sébastien Buemi    | Toro Rosso-Ferrari   | 1:27.620 | 1:27.255 |          | 16    |
| 17                  | 19    | Jaime Alguersuari  | Toro Rosso-Ferrari   | 1:28.055 | 1:27.572 |          | 17    |
| 18                  | 20    | Heikki Kovalainen  | Lotus-Renault        | 1:28.780 |          |          | 18    |
| 19                  | 21    | Jarno Trulli       | Lotus-Renault        | 1:29.673 |          |          | 19    |
| 20                  | 25    | Jérôme d'Ambrosio  | Virgin-Cosworth      | 1:30.445 |          |          | 23    |
| 21                  | 23    | Vitantonio Liuzzi  | HRT-Cosworth         | 1:30.692 |          |          | 20    |
| 22                  | 24    | Timo Glock         | Virgin-Cosworth      | 1:30.813 |          |          | 21    |
| 23                  | 22    | Narain Karthikeyan | HRT-Cosworth         | 1:31.564 |          |          | 22    |
| 107% time: 1:33.103 |       |                    |                      |          |          |          |       |
| 24                  | 16    | Kamui Kobajaši     | Sauber-Ferrari       | bez času |          |          | 24    |

### Závod
| Pořadí | Číslo | Jezdec             | Tým                  | Kola | Čas/odstoupení | Start | Body |
| ------ | ----- | ------------------ | -------------------- | ---- | -------------- | ----- | ---- |
| 1      | 1     | Sebastian Vettel   | Red Bull-Renault     | 58   | 1:30:17.558    | 1     | 25   |
| 2      | 2     | Mark Webber        | Red Bull-Renault     | 58   | +8.807         | 2     | 18   |
| 3      | 5     | Fernando Alonso    | Ferrari              | 58   | +10.075        | 5     | 15   |
| 4      | 3     | Lewis Hamilton     | McLaren-Mercedes     | 58   | +40.232        | 4     | 12   |
| 5      | 8     | Nico Rosberg       | Mercedes             | 58   | +47.539        | 3     | 10   |
| 6      | 4     | Jenson Button      | McLaren-Mercedes     | 58   | +59.431        | 6     | 8    |
| 7      | 9     | Nick Heidfeld      | Renault              | 58   | +1:00.857      | 9     | 6    |
| 8      | 10    | Vitalij Petrov     | Renault              | 58   | +1:08.168      | 7     | 4    |
| 9      | 18    | Sébastien Buemi    | Toro Rosso-Ferrari   | 58   | +1:09.394      | 16    | 2    |
| 10     | 16    | Kamui Kobajaši     | Sauber-Ferrari       | 58   | +1:18.021      | 24    | 1    |
| 11     | 6     | Felipe Massa       | Ferrari              | 58   | +1:19.823      | 10    |      |
| 12     | 7     | Michael Schumacher | Mercedes             | 58   | +1:25.444      | 8     |      |
| 13     | 14    | Adrian Sutil       | Force India-Mercedes | 57   | +1 kolo        | 12    |      |
| 14     | 17    | Sergio Pérez       | Sauber-Ferrari       | 57   | +1 kolo        | 15    |      |
| 15     | 11    | Rubens Barrichello | Williams-Cosworth    | 57   | +1 kolo        | 11    |      |
| 16     | 19    | Jaime Alguersuari  | Toro Rosso-Ferrari   | 57   | +1 kola        | 17    |      |
| 17     | 12    | Pastor Maldonado   | Williams-Cosworth    | 57   | +1 kolo        | 14    |      |
| 18     | 21    | Jarno Trulli       | Lotus-Renault        | 57   | +1 kolo        | 19    |      |
| 19     | 20    | Heikki Kovalainen  | Lotus-Renault        | 56   | +2 kola        | 18    |      |
| 20     | 25    | Jérôme d'Ambrosio  | Virgin-Cosworth      | 56   | +2 kola        | 23    |      |
| 21     | 22    | Narain Karthikeyan | HRT-Cosworth         | 55   | +3 kola        | 22    |      |
| 22     | 23    | Vitantonio Liuzzi  | HRT-Cosworth         | 53   | +5 kol         | 20    |      |
| Ret    | 15    | Paul di Resta      | Force India-Mercedes | 44   | Řízení         | 13    |      |
| DNS    | 24    | Timo Glock         | Virgin-Cosworth      | 0    | Převodovka     | 21    |      |

## Průběžné pořadí šampionátu
Pořadí Poháru jezdců
| Pořadí | Jezdec           | Body |
| ------ | ---------------- | ---- |
| 1      | Sebastian Vettel | 93   |
| 2      | Lewis Hamilton   | 59   |
| 3      | Mark Webber      | 55   |
| 4      | Jenson Button    | 46   |
| 5      | Fernando Alonso  | 41   |

Pořadí Poháru konstruktérů
| Pořadí | Tým              | Body |
| ------ | ---------------- | ---- |
| 1      | Red Bull-Renault | 148  |
| 2      | McLaren-Mercedes | 105  |
| 3      | Ferrari          | 65   |
| 4      | Renault          | 42   |
| 5      | Mercedes         | 26   |